# Olympische Sommerspiele 2016/Teilnehmer (Syrien)
| Gelbes Symbol für Goldmedaillen mit stilisierten Olympischen Ringen | Graues Symbol für Silbermedaillen mit stilisierten Olympischen Ringen | Braundes Symbol für Bronzemedaillen mit stilisierten Olympischen Ringen |
| ------------------------------------------------------------------- | --------------------------------------------------------------------- | ----------------------------------------------------------------------- |
| —                                                                   | —                                                                     | —                                                                       |

Syrien nahm in Rio de Janeiro an den Olympischen Spielen 2016 teil. Es war die insgesamt 13. Teilnahme an Olympischen Sommerspielen. Vom NOC al-Ladschna al-ulimbiyya as-suriyya wurden sieben Athleten in fünf Sportarten nominiert. Mit Rami Anis und Yusra Mardini traten zwei Sportler syrischer Herkunft für das Refugee Olympic Team an.

## Teilnehmer nach Sportarten

### Gewichtheben
| Athleten  | Wettbewerb         | Reißen  | Reißen | Stoßen  | Stoßen | Zweikampf | Zweikampf | Rang |
| Athleten  | Wettbewerb         | Gewicht | Rang   | Gewicht | Rang   | Gewicht   | Rang      | Rang |
| --------- | ------------------ | ------- | ------ | ------- | ------ | --------- | --------- | ---- |
| Männer    |                    |         |        |         |        |           |           |      |
| Man Asaad | Klasse über 105 kg | 180 kg  | 17     | 220 kg  | 14     | 400 kg    | 15        | 15   |

### Judo
| Athleten      | Wettbewerb | 1. Runde | 1. Runde | 2. Runde     | 2. Runde | Viertelfinale | Viertelfinale | Halbfinale / Trostrunde | Halbfinale / Trostrunde | Finale / Platz 3 | Finale / Platz 3 | Rang |
| Athleten      | Wettbewerb | Gegner   | Ergebnis | Gegner       | Ergebnis | Gegner        | Ergebnis      | Gegner                  | Ergebnis                | Gegner           | Ergebnis         | Rang |
| ------------- | ---------- | -------- | -------- | ------------ | -------- | ------------- | ------------- | ----------------------- | ----------------------- | ---------------- | ---------------- | ---- |
| Männer        |            |          |          |              |          |               |               |                         |                         |                  |                  |      |
| Mohamed Kasem | bis 73 kg  | Freilos  | Freilos  | An Chang-rim | 000:110  | ausgeschieden | ausgeschieden | ausgeschieden           | ausgeschieden           | ausgeschieden    | ausgeschieden    | 9    |

### Leichtathletik
Laufen und Gehen
| Athleten           | Wettbewerb   | Vorausscheidung | Vorausscheidung | Vorlauf | Vorlauf | Halbfinale    | Halbfinale    | Finale        | Finale        | Rang |
| Athleten           | Wettbewerb   | Zeit            | Rang            | Zeit    | Rang    | Zeit          | Rang          | Zeit          | Rang          | Rang |
| ------------------ | ------------ | --------------- | --------------- | ------- | ------- | ------------- | ------------- | ------------- | ------------- | ---- |
| Frauen             |              |                 |                 |         |         |               |               |               |               |      |
| Ghufran Al-Mohamad | 400 m Hürden | -               | -               | 58,85 s | 41      | ausgeschieden | ausgeschieden | ausgeschieden | ausgeschieden | 41   |

 Springen und Werfen 
| Athleten          | Wettbewerb | Qualifikation | Qualifikation | Finale     | Finale | Rang |
| Athleten          | Wettbewerb | Weite/Höhe    | Rang          | Weite/Höhe | Rang   | Rang |
| ----------------- | ---------- | ------------- | ------------- | ---------- | ------ | ---- |
| Männer            |            |               |               |            |        |      |
| Majd Eddin Ghazal | Hochsprung | 2,29 m        | 7             | 2,29 m     | 7      | 7    |

### Schwimmen
| Athleten       | Wettbewerb    | Vorlauf     | Vorlauf | Halbfinale    | Halbfinale    | Finale        | Finale        | Rang |
| Athleten       | Wettbewerb    | Zeit        | Rang    | Zeit          | Rang          | Zeit          | Rang          | Rang |
| -------------- | ------------- | ----------- | ------- | ------------- | ------------- | ------------- | ------------- | ---- |
| Frauen         |               |             |         |               |               |               |               |      |
| Bayan Jumah    | 50 m Freistil | 26,41 s     | 49      | ausgeschieden | ausgeschieden | ausgeschieden | ausgeschieden | 49   |
| Männer         |               |             |         |               |               |               |               |      |
| Azad Al-Barazi | 100 m Brust   | 1:02,22 min | 36      | ausgeschieden | ausgeschieden | ausgeschieden | ausgeschieden | 36   |

### Tischtennis
| Athleten     | Wettbewerb | 1. Runde     | 1. Runde | 2. Runde      | 2. Runde      | 3. Runde      | 3. Runde      | 4. Runde      | 4. Runde      | Viertelfinale | Viertelfinale | Halbfinale    | Halbfinale    | Finale        | Finale        | Rang          |
| Athleten     | Wettbewerb | Gegner       | Ergebnis | Gegner        | Ergebnis      | Gegner        | Ergebnis      | Gegner        | Ergebnis      | Gegner        | Ergebnis      | Gegner        | Ergebnis      | Gegner        | Ergebnis      | Rang          |
| ------------ | ---------- | ------------ | -------- | ------------- | ------------- | ------------- | ------------- | ------------- | ------------- | ------------- | ------------- | ------------- | ------------- | ------------- | ------------- | ------------- |
| Frauen       |            |              |          |               |               |               |               |               |               |               |               |               |               |               |               |               |
| Heba Allejji | Einzel     | Yadira Silva | 0:4      | ausgeschieden | ausgeschieden | ausgeschieden | ausgeschieden | ausgeschieden | ausgeschieden | ausgeschieden | ausgeschieden | ausgeschieden | ausgeschieden | ausgeschieden | ausgeschieden | ausgeschieden |